# (7554) Johnspencer
(7554) Johnspencer est un astéroïde de la ceinture principale.

## Description
(7554) Johnspencer est un astéroïde de la ceinture principale. Il fut découvert le 5 avril 1981 à la station Anderson Mesa par Edward L. G. Bowell. Il présente une orbite caractérisée par un demi-grand axe de 3,14 UA, une excentricité de 0,27 et une inclinaison de 13,7° par rapport à l'écliptique.

## Compléments